# Rp-pppoe
rp-pppoe — свободный пакет утилит от компании Roaring Penguin Software (англ.) для передачи информации по протоколу PPPoE для Unix-подобных операционных систем.
В состав пакета входят как клиент, так и сервер.

## Исполняемые файлы
pppoe — демон PPPoE соединения. После инициализации создаёт PPP интерфейс pppN (где N это номер). Дальнейшая работа происходит через этот интерфейс. Непосредственно пользователем не запускается.
- pppoe-server — сервер
- pppoe-status — скрипт, который показывает текущий статус соединения.
- pppoe-relay — ретранслятор пакетов pppoe, позволяет устанавливать соединение между хостами, находящимися в разных сегментах ethernet, подключенным к интерфейсам маршрутизатора, на котором он выполняется
- pppoe-setup — скрипт настраивающий в интерактивном режиме свойства pppoe соединения.
- pppoe-sniff — программа для поиска нестандартного трафика pppoe
- pppoe-start — скрипт инициализирующий соединение.
- pppoe-connect
- pppoe-stop — скрипт обрывающий соединение.

## Конфигурационные файлы
- pppoe.conf — файл предназначен для настройки клиента pppoe соединения.
- pppoe-server-options — файл для настройки сервера, содержащий опции для демона ppp.

## Графический интерфейс
В состав пакета rp-pppoe входит графический интерфейс tkpppoe для настройки PPPoE-соединения, на основе библиотек Tk, компилируемый отдельно от rp-pppoe.